# Româno-Americană Bukarest
Societatea Româno-Americană Bukarest war ein rumänischer Fußballverein aus Bukarest. Er gewann 1915 die rumänische Meisterschaft und wurde nach dem Ersten Weltkrieg aufgelöst.

## Geschichte
Die Societatea Româno-Americană (deutsch Rumänisch-Amerikanische Gesellschaft) war die in den Erdölgebieten von Ploiești und Moreni tätige Bohrgesellschaft. Die zugehörige Fußballmannschaft United Ploiești fiel zu Beginn des Ersten Weltkrieges auseinander. Die ausländischen Spieler, die das Land nicht aufgrund des herannahenden Krieges verlassen hatten, gründeten in Bukarest einen neuen Verein unter dem Namen Societatea Româno-Americană.
Der Verein gewann 1915 auf Anhieb die Cupa Jean Luca P. Niculescu, die später als rumänische Meisterschaft gewertet wurde, und löste sich nach Kriegsende auf.

## Erfolge
- Rumänischer Meister: 1915